# Lycée Victor Augagneur
 (août 2025).
 (août 2025).
La mise en forme du texte ne suit pas les recommandations de Wikipédia : il faut le « wikifier ».
Les points d'amélioration suivants sont les cas les plus fréquents. Le détail des points à revoir est peut-être précisé sur la page de discussion.
- Les titres sont pré-formatés par le logiciel. Ils ne sont ni en capitales, ni en gras.
- Le texte ne doit pas être écrit en capitales (les noms de famille non plus), ni en gras, ni en italique, ni en « petit »…
- Le gras n'est utilisé que pour surligner le titre de l'article dans l'introduction, une seule fois.
- L'italique est rarement utilisé : mots en langue étrangère, titres d'œuvres, noms de bateaux, etc.
- Les citations ne sont pas en italique mais en corps de texte normal. Elles sont entourées par des guillemets français : « et ».
- Les listes à puces sont à éviter, des paragraphes rédigés étant largement préférés. Les tableaux sont à réserver à la présentation de données structurées (résultats, etc.).
- Les appels de note de bas de page (petits chiffres en exposant, introduits par l'outil «  Source ») sont à placer entre la fin de phrase et le point final[comme ça].
- Les liens internes (vers d'autres articles de Wikipédia) sont à choisir avec parcimonie. Créez des liens vers des articles approfondissant le sujet. Les termes génériques sans rapport avec le sujet sont à éviter, ainsi que les répétitions de liens vers un même terme.
- Les liens externes sont à placer uniquement dans une section « Liens externes », à la fin de l'article. Ces liens sont à choisir avec parcimonie suivant les règles définies. Si un lien sert de source à l'article, son insertion dans le texte est à faire par les notes de bas de page.
- La présentation des références doit suivre les conventions bibliographiques. Il est recommandé d'utiliser les modèles {{Ouvrage}}, {{Chapitre}}, {{Article}}, {{Lien web}} et/ou {{Bibliographie}}. Le mode d'édition visuel peut mettre en forme automatiquement les références.
- Insérer une infobox (cadre d'informations à droite) n'est pas obligatoire pour parachever la mise en page.

Pour une aide détaillée, merci de consulter Aide:Wikification.
Si vous pensez que ces points ont été résolus, vous pouvez retirer ce bandeau et améliorer la mise en forme d'un autre article.
Le Lycée Victor Augagneur de Pointe-Noire, au Congo, est une institution éducative majeure de la ville. Initialement un collège d'enseignement général, il a été transformé en lycée dans les années 1960. Il est l'un des plus anciens et des plus prestigieux lycées du pays, ayant formé de nombreuses personnalités congolaises dans divers domaines.

## Histoire et fondation
Le Lycée Victor Augagneur a été créé sous l'administration coloniale française. À l'origine, il s'appelait Collège d'Enseignement Général de Pointe-NoireIl a été rebaptisé en l'honneur de Victor Augagneur, un médecin et homme politique français qui fut gouverneur général de l'Afrique-Équatoriale française (AEF). Sa transformation en lycée s'est faite après l'indépendance du Congo, marquant une étape importante dans l'évolution du système éducatif national.

## Architecture et infrastructures
Le lycée est reconnaissable par son architecture coloniale, avec des bâtiments en brique et des toitures en tuile.  Le campus comprend plusieurs salles de classe, des laboratoires de sciences, une bibliothèque et des terrains de sport. Bien que l'établissement ait subi des rénovations, il a su conserver une partie de son charme historique.

## Curriculum et filières d'études
Le Lycée Victor Augagneur propose un enseignement général allant de la seconde à la terminale. Les élèves peuvent choisir entre différentes filières :
- Série A4 : axée sur la littérature et les langues.
- Série D : filière scientifique, mettant l'accent sur les sciences de la vie et de la terre.
- Série C : filière scientifique avec une dominante en mathématiques et physique-chimie.

Ces filières préparent les élèves au baccalauréat, le diplôme qui leur ouvre les portes de l'enseignement supérieur.

## Personnalités et anciens élèves de renom
Le Lycée Victor Augagneur a formé de nombreuses personnalités qui ont marqué le Congo. Parmi ses anciens élèves, on compte des politiciens, des scientifiques, des artistes et des entrepreneurs.

## Défis et perspectives d'avenir
Comme de nombreuses écoles publiques au Congo, le Lycée Victor Augagneur fait face à des défis tels que le surpeuplement des classes et le manque de ressources matérielles. Cependant, des efforts sont régulièrement déployés par l'État et les associations d'anciens élèves pour améliorer les conditions d'apprentissage. L'objectif est de continuer à faire du lycée une référence en matière d'éducation et de garantir son rayonnement pour les générations futures.